# Rønnaug Kleiva
Rønnaug Kleiva född 30 november 1951, är en norsk författare, dramatiker och barnboksförfattare.
Kleiva debuterade år 1985 som författare för vuxna med diktsamlingen Animasjon och  hennes första barnbok publicerades tre år senare. Hon är översatt till åtta språk.